# Nỉ lan nhiều hoa
Nỉ lan nhiều hoa hay nỉ lan giung (danh pháp hai phần: Eria floribunda) là một loài phong lan.
Cây phân bố ở Đông Nam Á. Tại Việt Nam, cây có từ Đồng Hới vào tới Nam bộ.